# Grevillea cirsiifolia
Grevillea cirsiifolia är en tvåhjärtbladig växtart som beskrevs av Meissn.. Grevillea cirsiifolia ingår i släktet Grevillea och familjen Proteaceae. Inga underarter finns listade i Catalogue of Life.